# Christophe Clergeau
 (juillet 2025).
Christophe Clergeau, né le 1er septembre 1968 à Nantes (Loire-Atlantique), est un homme politique français, membre du Parti socialiste (PS).
Il est conseiller régional des Pays de la Loire depuis 2004. Le 2 juin 2023, il devient député européen, en remplacement d'Éric Andrieu, démissionnaire.

## Biographie

### Enfance et vie personnelle
Christophe Clergeau est né à Nantes en Loire-Atlantique, où il passe son enfance. Il est le fils d’une mère employée de banque et d’un père serrurier de formation, tous deux adhérents au Parti socialiste. Ses parents déménagent par la suite dans la banlieue lyonnaise, dans le Rhône, où il passe son enfance et une partie de son adolescence.
Il se passionne pour la musique, la poésie, l’art et la lecture, mais aussi pour la politique, grâce à ses parents avec qui il colle des affiches lorsqu’ils résident dans la banlieue lyonnaise.
À ses 15 ans, il retourne à Nantes.

### Parcours académique et professionnel
Christophe Clergeau est titulaire d'une licence en histoire, ainsi qu'en sciences économiques, obtenue en 1989 à Nantes[réf. nécessaire]. En 1991, il est assistant parlementaire auprès du député de Gironde Pierre Brana. En 1993, Christophe Clergeau entre à Radio France internationale, où il devient chargé de mission auprès du président-directeur général, avant de prendre en charge le développement de la radio au Moyen-Orient et en Afrique subsaharienne[réf. nécessaire].
En 1997, sa mère, Marie-Françoise Clergeau, devient députée (PS) de la 2e circonscription de Nantes. La même année, Christophe Clergeau devient chef de cabinet de Louis Le Pensec, ministre de l'Agriculture.
Il revient à Nantes en 1999 et intègre AgroCampus Ouest à Rennes comme chargé d’enseignement et de recherche. Il reprend des études et passe un DEA de sociologie politique et d’analyse des politiques publiques à Sciences Po Paris.[réf. nécessaire]

### Engagement dans le Parti socialiste
Il adhère au Parti socialiste dès ses 15 ans. Entre 1991 et 1994, il préside le mouvement des Jeunes Rocardiens aux côtés d’Olivier Faure, succédant ainsi à Manuel Valls.
Aux côtés de Vincent Peillon, les deux jeunes socialistes se font remarquer au congrès de Liévin en raison de leur agitation. Leur motion récolte 8 %, assez pour entrer au bureau national. Christophe Clergeau entre par la suite au cabinet du ministre Louis Le Pensec, alors chargé du ministère de l’Agriculture.
Depuis 2019, il est secrétaire national à l'Europe du Parti socialiste.
Il est présent à la septième place sur la liste Place Publique - Parti socialiste pour les élections européennes de mai 2019. Néanmoins, avec un score de 6,19 %, la liste ne parvient à faire élire que six députés.
Le 2 juin 2023, il devient député européen, en remplacement d'Éric Andrieu, démissionnaire. Il est candidat à sa réélection lors des élections européennes de 2024, en cinquième place sur la liste Réveiller l’Europe, qui obtient 13,83 % des voix. Le 9 juin 2024, il est réélu député européen.
Au sein du Parti socialiste, Christophe Clergeau incarne une nouvelle génération résolument tournée vers le réformisme et entend bien combiner socialisme, justice sociale et écologie politique.
En 1985, alors qu’il est encore lycéen, il fonde l’antenne nantaise de SOS Racisme.
Le 1er juillet 2025 il est nommé secrétaire national du PS aux transitions écologiques, industrielles et énergétiques.

### Engagement dans la région des Pays de la Loire
Lorsque Jacques Auxiette remporte les élections régionales en 2004, Christophe Clergeau devient conseiller régional des Pays de la Loire. Emprunt de confiance pour celui qu’il considère comme son successeur, Jacques Auxiette le nomme directeur de campagne pour les élections régionales de 2010. La liste d’union de la gauche menée par Jacques Auxiette arrive en tête face à la liste de droite menée par Christophe Béchu.
Entre 2010 et 2015, il occupe la fonction de premier vice-président du conseil régional des Pays de la Loire. Face à une crise économique qui bat son plein, Christophe Clergeau définit une stratégie fondée sur l’investissement dans la région des Pays de la Loire, notamment dans la recherche, dans l’optique de créer des emplois pérennes.
Il est délégué à l’enseignement supérieur et à la recherche au conseil régional de la région des Pays de la Loire entre 2004 et 2010.
Sur le sujet sensible de Notre-Dame-des-Landes, il entretient le dialogue avec les autres partis, mais défend le projet de créer un nouvel aéroport à Nantes. Lors de l’abandon du projet annoncé par Édouard Philippe, Christophe Clergeau dénonce une “trahison” et un “abandon de l’Ouest”.
Parallèlement, il devient premier adjoint au maire de la ville de Sainte-Luce. En 2014, la liste de gauche sur laquelle il figure en 9ème position est battue à Sainte-Luce dans un contexte général de défaite pour le PS aux municipales.
Il est le candidat naturel de son camp pour les élections régionales de 2015 dans les Pays de la Loire. Il est la tête de liste d’une union PS-PRG-divers écologistes. La liste recueille 25,75 % des voix au premier tour. Dans la perspective du second tour, la liste menée par Christophe Clergeau fusionne avec la liste EELV, mais doit essuyer une défaite face à Bruno Retailleau (LR) avec 37,56 % des voix récoltées dans un contexte de politique nationale défavorable au PS.

### Combats politiques et positionnements au Parlement européen
Christophe Clergeau est particulièrement engagé sur les questions de santé environnementale, de développement durable, de protection des océans et d’écologie politique.
Il siège dans les commissions ENVI et SANT du Parlement européen, qui encadrent respectivement les sujets liés à l’environnement, la sécurité alimentaire, et la santé publique. Il se prononce à de nombreuses reprises en faveur de l’interdiction du glyphosate en Europe, et contribue à éclairer les enjeux de l’exposome à Bruxelles.
Pour la mandature de 2024-2029, il préside l’intergroupe parlementaire SEArica (Mers, Rivières, Îles et Zones côtières), dédié aux sujets liés à la protection des espaces maritimes, de l’économie bleue et des littoraux.
En amont de l’UNOC (Conférence des Nations Unies pour les Océans), il participe à l’élaboration du Pacte pour les Océans, aux côtés d’autres députés européens, en préconisant des mesures clés pour protéger la biodiversité, élaborer un plan d’action pour une économie bleue décarbonée, et le bien vivre des populations présentes sur les littoraux. Le Pacte pour les Océans, largement inspiré des mesures préconisées par des députés européens de l’intergroupe parlementaire SEArica, est présenté à l’occasion de l’UNOC à Nice en juin 2025.
Dès lors, Christophe Clergeau insiste sur la nécessité pour l’Union européenne de se doter d’un texte législatif contraignant pour concrétiser et entériner le Pacte pour le Océans ; un Ocean Act . Il somme les institutions européennes de prendre en compte la protection des océans dans toutes les politiques publiques à venir ou en cours.
Il est également vice-président de l’Assemblée parlementaire Afrique-UE.
Le 27 novembre 2024, il vote contre la proposition de nouvelle Commission européenne emmenée par Ursula von der Leyen, notamment en raison de la présence de personnalités d'extrême droite.